# Népirtás vádja a Donyec-medencében
A 2022-es Ukrajna elleni orosz invázió előtt és során Oroszország népirtással, háborús bűncselekményekkel és emberiesség elleni bűntettekkel vádolta meg Ukrajnát, amiket állításuk szerint az ukrán állam 2014 és 2022 között követett el a Donyec-medencében (Donbászban) élő orosz anyanyelvű lakossággal szemben. Számos független elemzés és nemzetközi szervezet kimutatta, hogy ezek az állítások hamisak és alaptalanok, többen összeesküvés-elméletnek minősítették. Ukrajna 2014. április 6. óta vív háborút a Donbászban az oroszbarát szeparatista felkelők, és az általuk egyoldalúan kikiáltott donyecki és luganszki "népköztársaságok" ellen, mely 2022-ig közel 14 ezer halálos áldozatot követelt. Vlagyimir Putyin, Szergej Lavrov és más orosz vezetők ezeket a vádakat arra használták fel, hogy a 2022-ben indított totális háború jogszerűségét igazolják, miszerint Oroszország védekező háborút folytat. Az orosz anyanyelvű ukránok elleni népirtás vádját nem támasztja alá valós bizonyíték, és nemzetközileg széleskörűen elutasítják.
Az inváziót követően a Nemzetközi Bíróság, amely Oroszország vádjait vizsgálta ki, kijelentette, hogy nincs kézzelfogható bizonyíték Ukrajna által elkövetett népirtásra. A Népirtáskutatók Nemzetközi Szövetsége szintén elutasította Oroszország vádját. 30 jogász és népirtáskutató továbbá arra hívta fel a figyelmet, hogy Oroszország vádjai kizárólag az ukránok elleni háborúra való felbujtást szolgálják.

## A donbászi háború és a vádak
Kelet- és Dél-Ukrajnában nagy számú orosz anyanyelvű népesség él, a kelet-ukrajnai két régióban, Donyeckben és Luhanszkban (Donbász) pedig az orosz ajkú lakosság alkotja a túlnyomó többséget. A népszerű félreértéssel ellentétben ezek a régiók etnikailag továbbra is ukrán többségűek, akiknek azonban a többsége az orosz nyelvet használja a mindennapokban. Az etnikai oroszok tehát kisebbségben vannak. Közvetlenül a 2014-es forradalom után fegyveres orosz felkelők kikiáltották a fenti régiók függetlenségét, aminek eredményeképpen kitört a kelet-ukrajnai háború. Ezzel egyidejűleg az új, nyugatbarát ukrán kormány intézkedéseket hozott az ukrán nyelv dominánssá tételére az országban. 
A donbászi háborúban 2022 elejéig összesen mintegy 14 300 ember halt meg, katonák, partizánharcosok és civilek egyaránt. Az ENSZ Emberi Jogi Főbiztosának Hivatala szerint ebből 6500-an az orosz felkelők harcosai, 4400-an az ukrán hadsereg katonái és 3404-en civilek voltak. A civil halálesetek túlnyomó többsége az első évben, 2014-ben történt, és a donbászi háborúban a halálos áldozatok száma a 2022-es orosz invázió előtt lényegesen csökkent: 2019-ben 27, 2020-ban 26, 2021-ben pedig 25, a konfliktussal összefüggő civil haláleset történt, és ezek több mint felét aknák és fel nem robbant lőszerek okozták.
2014 óta az orosz kormány azzal vádolja Ukrajnát, hogy erőszakkal vagy halálos fenyegetéssel üldözi az ukránokat a kelet-ukrajnai Donbász régióban, Putyin orosz elnök pedig 2015-ben, 2019-ben és 2021-ben is népirtásnak nevezte a történteket. 2022. február 23-án, egy nappal Ukrajna orosz megtámadása előtt Ukrajna az ENSZ Közgyűlésén felszólította a nemzetközi közösséget, hogy állítsa le Oroszország agressziós terveit. Oroszország állandó ENSZ-képviselője, Vaszilij Nebenzja azt válaszolta: "Tekintettel a nyilvánvaló népirtásra és a legfontosabb az emberi jogok – az élethez való jog – megsértésére, országunk nem maradhat közömbös a 4 millió dobászi ember iránt".
Vlagyimir Putyin orosz elnök 2023. november 3-án az Orosz Föderáció Polgári Kamarájának ülésén azt állította, hogy a 2014-es forradalom után Ukrajna "elkezdte kiirtani az oroszokat a Donbászban".

## Reakciók
Az Európai Biztonsági és Együttműködési Szervezet (EBESZ), amely 2014-től 2022. március 31-ig megfigyelés alatt tartotta az ukrajnai konfliktust, kijelentette, hogy soha nem talált semmilyen bizonyítékot Oroszország állításainak alátámasztására.
2022. március 7-én Ukrajna panaszt nyújtott be a Nemzetközi Bírósághoz (ICJ), amelyben kijelentette, hogy Oroszország népirtásra vonatkozó állításai nem igazak, és semmiképpen sem szolgálhatnak jogalapul az invázióra. 2022. március 16-án a Nemzetközi Bíróság kijelentette, hogy nem talált bizonyítékot népirtásra, és úgy döntött, hogy Oroszországnak azonnal be kell szüntetnie katonai műveleteit Ukrajnában. Hozzátette: Ukrajnának joga van ahhoz, hogy ne fogadja el az Orosz Föderáció katonai fellépését az Ukrajnában elkövetett úgynevezett népirtás megakadályozása és megtorlása érdekében.
A Népirtáskutatók Nemzetközi Szövetsége (IAGS) 2022 februárjában több mint 300 népirtás-szakértő nevében nyilatkozatot adott ki, amelyben elítélték, hogy Oroszország visszaél a népirtás kifejezéssel, hogy "igazolja saját erőszakosságát." Melanie O'Brien, az IAGS elnöke szerint egyáltalán nincs bizonyíték arra, hogy Ukrajnában népirtás zajlik.
2022 februárjában Olaf Scholz német kancellár „nevetségesnek” minősítette Putyin állításait a kelet-ukrajnai népirtásról.